# Incident de Bokhundjara
L'incident de Bokhundjara de 2007 fait référence à une escarmouche qui a eu lieu entre la Géorgie et sa république séparatiste d'Abkhazie, près de la frontière avec la Géorgie proprement dite le 20 septembre 2007, entre les commandos du ministère géorgien de l'Intérieur et les forces abkhazes. La Mission d’observation des Nations unies en Géorgie (MONUG) a ouvert une enquête indépendante sur l’incident. Le 11 octobre 2007, elle a publié un rapport confirmant que l'incident avait eu lieu sur le territoire sous contrôle abkhaze au pied du mont Bokhundjara, confirmant ainsi la version abkhaze de l'événement. Le 27 octobre 2007, la Géorgie a libéré les abkhazes arrêtés et les a remis aux observateurs de l'ONU en signe de "bonne volonté".

## Escarmouche
L'affrontement entre les forces du ministère géorgien de l'Intérieur et les gardes-frontières abkhazes est signalé pour la première fois par la partie géorgienne le 20 septembre 2007. Les autorités abkhazes confirment le fait et les victimes. Cependant, les deux rapports divergent sur le lieu exact de l'affrontement et le camp qui a attaqué en premier. Lors de la fusillade, les Abkhazes ont perdu deux soldats, eu au moins deux blessés, et sept capturés par les forces géorgiennes.
Des sources géorgiennes et abkhazes confirment que les deux officiers tués au combat étaient des Russes, qui avaient auparavant servi dans les forces de maintien de la paix de la CEI, puis avaient formé des militaires abkhazes près de la ville de Tkvarcheli. Cependant, les responsables militaires russes nient toute implication d'officiers russes dans l'incident,.
Après l’escarmouche, l’administration abkhaze met ses forces en alerte et commence la mobilisation de troupes près des gorges de Kodori. Le 21 septembre 2007, le quotidien russe Gazeta rapporte, sur la base des récits de témoins oculaires, que la fusillade a eu lieu entre l'unité de maintien de la paix russe et les gardes-frontières abkhazes, faisant des victimes des deux côtés. Cependant, ni les responsables abkhazes ni russes n’ont jamais fait de commentaires à ce sujet.

## Réactions

### Géorgie
La Géorgie soutient qu'un groupe de saboteurs abkhazes s'est infiltré dans la partie supérieure de la vallée de Kodori, qui est le seul territoire d'Abkhazie contrôlé par le gouvernement géorgien, afin de perturber la construction d'une route reliant Kodori à la région de Mingrélie-et-Haute-Svanétie en Géorgie. Le 26 septembre 2007, le président de la Géorgie, dans son discours à l'Assemblée générale des Nations unies, déclare que l'un des tués dans l'affrontement "était un lieutenant-colonel de l'armée russe et qu'il avait été tué au cours d'une opération de maintien de l'ordre contre des groupes insurgés séparatistes armés. Il faut se demander ce que faisait un vice-colonel de l'armée russe dans les forêts géorgiennes, organisant et dirigeant un groupe d'insurgés armés en mission de subversion et de violence?". Il appelle de nouveau l'ONU à favoriser l'implication internationale en Abkhazie et accuse la Russie de "comportement imprudent et dangereux" dans les conflits en Géorgie.

### Abkhazie
Les autorités abkhazes affirment qu’un camp de campagne des gardes-frontières abkhazes, situé dans le district de Tkvarcheli (en), a été attaqué par un groupe de saboteurs géorgiens. L'Abkhazie accuse la Géorgie d'avoir tenté de déclencher un conflit militaire à grande échelle afin de déstabiliser la région en raison des Jeux olympiques d'hiver de 2014, qui doivent se tenir à proximité de Sotchi. Les autorités abkhazes avaient précédemment averti qu'elles se réservaient le droit de prendre à tout moment des mesures pour prendre le contrôle de la haute vallée de la Kodori.

### Russie
Sergey Chaban, le commandant des forces de maintien de la paix de la CEI en Abkhazie, déclare que, selon une enquête conjointe avec la MONUG, l'incident s'était produit sur le territoire de l'Abkhazie, à 700 mètres de la frontière, appuyant ainsi la revendication de la partie abkhaze. Cependant, un représentant de la MONUG déclare plus tard que l’enquête est toujours en cours. Répondant aux allégations de Mikheil Saakachvili, Vitali Tchourkine, le Représentant permanent de la Russie auprès des Nations unies, déclare que les hommes tués étaient des instructeurs dans un "centre de formation antiterroriste" et étaient morts de coups de feu à la tête et de coups de couteau.

### Nations unies
Le Secrétaire général de l’Organisation des Nations unies se déclare préoccupé par l’incident et appelle toutes les parties à faire preuve de la plus grande retenue et à empêcher toute nouvelle aggravation de la situation. Dans son communiqué de presse du 24 septembre 2007, la MONUG annonce que son équipe d’enquête s’était engagée de manière indépendante à établir les faits relatifs à cet incident, notamment en visitant les lieux indiqués par les parties et en rencontrant des témoins.
Du 21 septembre au 8 octobre, l'équipe se rend dans la région de Bokhundjara, interroge plusieurs témoins et participe à l'autopsie des deux hommes décédés dans la fusillade. Des échantillons de sang sont prélevés sur les hommes tués dans l'incident et dans la région de Bokhundjara. Le gouvernement allemand accepte de faciliter une analyse ADN des échantillons. Après avoir analysé ces éléments de preuve, l’équipe conclut que l’incident s’était produit à l’endroit désigné par la partie abkhaze, du côté abkhaze de la frontière administrative, à environ 300 mètres de cette-ci. En outre, les experts légistes concluent que les anciens officiers russes avaient été tués par des armes automatiques à courte distance et à bout portant.